# Kanat de Crimea
El Kanat de Crimea fou el kanat dels tàtars de Crimea des del 1441 fins al 1783 establert al voltant de la península de Crimea. Fou el més perdurable dels kanats turcs successors de l'Imperi de l'Horda d'Or.

## Història

### Fundació
A la mort del kan Idiqu el 1419 l'Horda de Nogai es va desintegrar. Cap al 1430 Haci I Giray, fill de Devlet Berdi, fill de Tuka Timur, descendent de Genguis Kan, s'establiria a Crimea i se separà del Kanat d'Astracan i del Kanat de Kazan, alhora que fundava un nou kanat a Crimea.
El Kanat de Crimea va ser fundat per alguns clans de l'Horda d'Or que van decidir abandonar els seus hàbits nòmades i assentar-se en Crimea. Convidaren a un rival genguiskànida al tron, Hisen Giray que va tornar del seu exili a Lituània. El nou Estat naixeria així el 1441, ocupant la península de Crimea (excepte la costa sud, ocupada per l'Imperi Otomà), i la costa de la mar Negra d'Ucraïna en els Óblasti de Kherson, Mikolaiv, Zaporizhia i Donetsk.
Haci I Giray (1430-1456) es proclamà kan el 1449 i establí la capital a Kirk Yer, la vila de Bakhchisaray, que dominaria tot el Quersonès i part del Kuban. Acolliria bona part dels fugitius de l'Horda Daurada en ruïnes, i s'oposà als nogais i als budjak des del 1484 en el domini del mar Negre. El 1456 cediria el tron breument al seu fill Hayder, però poc després tornà i governaria fins a la seva mort el 1466.
El nou estat es caracteritzà per la seva inestabilitat. El successor, el fill Nur Devlet (1466-1467, 1474-1475 i 1476-1478) fou deposat tres cops per Meñli I Giray (1467-1474), un dels vuit fills de Haci, qui fou fet presoner pels turcs, novament el 1475-1476 i finalment per tercer cop el 1478-1515. Havia estat imposat pel soldà otomà Mehmet II, però els Qiptxak el deposaren encara que més tard els osmanlins li tornaren el tron. Serà aliat de turcs i russos contra els tàtars de Kazan, i aconseguirà alguna conquesta territorial. També redactarà un codi, construirà la fortalesa d'Oczakov i embellirà Bahçesarai. Per això se'l considera com al veritable fundador del kanat independent, tot i que hagué de reconèixer la sobirania otomana després de la presa de Caffa el 1475. A canvi, això sí, li reconegueren els drets de successió i immunitat, el dret d'encunyar moneda i donar asil; la política interior serà totalment independent i l'administració era molt ramificada, tot seguint el model otomà. Endemés, la cultura assolí la màxima esplendor, amb obertura no sols als artistes i arquitectes turcs sinó també italians, com els genovesos Agostino da Garibaldi i Vincento da Zugulfi; també va fer construir la madrasa de Zıncırlı.

### Protectorat otomà
Les divisions internes després de la mort de Haci van provocar la intervenció otomana, que va posar Meñli I Giray, un dels fills d'aquest, en el tron. el 1475 les tropes otomanes comandades per Gedik Ahmet van prendre els enclavaments genovesos en Balaklava, Soldaia i Kaffa. El kanat es convertiria en protectorat otomà. Encara que el Sultà s'havia annexionat la costa sud, els jans de Crimea mantenien el control de les estepes de l'interior.
El vassallatge dels tàrtars va ser força benèvol, rebent un tracte d'aliats i no de subordinats. Istanbul va reconèixer als Jans la sobirania a la resta del seu territori i els va permetre exercir la seva pròpia política a la regió. Tampoc no hi va haver exigències per part dels turcs que es retirés el nom del jan en les monedes, de les oracions de divendres (en el món islàmic es deien en nom del sobirà) o de pagament de tributs. El servei de tropes tàtares a les files otomanes era recompensat econòmicament, i no era una obligació feudal.
La cavalleria tàrtara es convertiria en una de les millors cartes de l'Imperi Otomà en les seves campanyes a Pèrsia i Hongria, amb grans beneficis per als genets. Tan important va ser, que quan la maquinària bèl·lica otomana va començar a fallar, l'economia de Crimea es va ressentir.
Malgrat la preponderància otomana, hi hagué friccions. Van fer expedicions conjuntes a Moldàvia el 1476 i el 1538, i a Hongria el 1443. Un cop conqueriren als turcs Kilia i Ak Kirman (1484), i els polonesos foren batuts a Moldàvia (1497), els dos estats es trobaren cara a cara. També sotmeteren kabardes i txerkessos.

### Victòria sobre l'Horda d'Or
El 1502 Meñli I Giray va derrotar a l'últim kan de l'Horda d'Or ocupant Nova Sarai, ajudat per les forces moscovites en les seves batalles contra aquesta al nord, posant fi a les reclamacions sobre Crimea d'aquesta i assegurant la seva independència. Durant el segle xvi, els jans de Crimea es van considerar com a successors d'aquests, reclamant la sobirania de la regió compresa entre la mar Càspia i el Volga, zona ocupada pels Kanats de Kazan i Astracan.

### Política d'aliances
Del 1468 al 1571 es giraren contra els ducs de Moscòvia, a qui arribarien a tributar, i a la caiguda de la Gran Horda mantingueren tensions entre els dos i Regne de Polònia. Des del 1480, Crimea i Moscòvia atacaren la Podòlia, Volínia i Halic, i sotmeteren a tribut Kíev i Txernihiv. Des del 1481, endemés, molts militars de la Qizil Orda desertaren cap a Crimea, i entre el 1493 i el 1496 foren mitjancers en tractats comercials entre russos, polonesos i turcs. Quan el 1502 desaparegué definitivament la Gran Horda (el darrer kan fou executat a Lituània el 1505), Meñli I Giray en volgué assumir els drets, i exigí com a tal tribut a Lituània i Moscòvia; se sentí responsable de la seguretat dels kanats de Kazan i Astracan, cosa que li provocarà conflictes amb Moscou, i un tractat amb Segimon I August el 1512 que no quallaria per la mort del soldà i del kan. El 1532 la capital es va traslladar de Salaçıq a Bakhchisaray.

## Consolidació i esplendor
Malgrat la inestabilitat en el càrrec dels kans, el nou estat assolí una esplendor notable. Mehmed II Giray (1515-1523) imposarà un tribut als russos i convertirà en kanat en gran potència. Devlet I Giray (1551-1577), a la caiguda del Kanat de Kazan l'octubre del 1552 es va aliar amb el rei de Polònia contra els russos, que també dominaven als baixkirs, però foren vençuts a Vorotinski. Va haver de veure com els russos també prenien el kanat d'Astracan el 1556, de manera que perdien les bases del Volga i del Caspi, cosa que els reduïa a Crimea, rerepaís septentrional.
El 1570 una gran horda de tàrtars del kanat de Crimea va devastar l'àrea de Riazan, propera a Moscou, gairebé sense trobar resistència. Al maig de 1571 un exèrcit de 120.000 tàrtars de Crimea i d'homes de l'Horda de Nogai (tant la gran com la petita) van sobrepassar les defenses de Sèrpukhov al riu Oka prop de Moscou (avui a l'óblast de Moscou), van travessar el riu Ugra flanquejant a un Exèrcit rus de tan sols 6.000 homes. En no disposar de forces suficients per aturar l'avanç tàrtar, i en veure's sorprès per l'atac tàrtar, l'exèrcit rus va retrocedir fins a Moscou. La població russa de les zones rurals també va fugir per refugiar-se en la capital. D'aquesta manera, els tàrtars van devastar les ciutats i pobles que havien quedat sense protecció; fins i tot van arribar a incendiar els suburbis de la mateixa capital. En el termini de tres hores Moscou va quedar reduïda a cendres. Quan l'endemà els tàrtars van partir per l'estepa de tornada cap a Riazan, portaven a 150.000 russos esclavitzats. Els cronistes contemporanis van recollir la xifra de 800.000 víctimes per la invasió tàrtara de 1571.
Després de cremar Moscou, el Kan de Crimea, Devlet I Giray, recolzat per l'Imperi Otomà, projectava la conquesta total del principat de Moscou. D'aquesta manera, el 1572 va repetir la invasió tàrtara de Rússia, però va ser derrotat en la batalla de Molodi. El juliol-agost d'aquest any. l'horda de 120.000 combatents de Devlet I Giray de Crimea va ser derrotada pels russos, comandats pels prínceps Mikhaïl Ivànovitx Vorotinski i Dmitri Ivànovitx Khvorostinin. No obstant això, tot i la derrota soferta, el Kanat de Crimea va seguir exigint i percebent un tribut al principat de Moscou fins al 1680.
Fou el darrer gran rei de Crimea, i s'alià amb el soldà Solimà II per tal de sublevar els tàtars del Volga contra els russos, però es va preocupar més per consolidar la seva posició a Crimea i no ajudà el soldà en la construcció del canal Volga-Don.
Mehmed II Giray Semiz (el Gros, 1577-1584), per tal de recuperar Kazan i Astracan, es negà a ajudar els turcs contra els perses, i per això es va aliar amb els polonesos i lituans i amb papa Gregori XIII tot insinuant una possible conversió al catolicisme, raó per la qual fou expulsat del regne.

Bandera del poble tàtar de Crimea (no confondre amb l'ensenya del kanat, que és la de més amunt)

## Inestabilitat i decadència
İslâm II Giray (1584-1588) iniciaria una etapa d'inestabilitat política, sobretot quan el seu germà Ğazı II Giray (1588-1596 i 1596-1608), fou expulsat pel seu germà Fetih I Giray (1596). El 1591 va atacar Moscou, però fracassà, i durant la campanya turca contra Hongria el 1592-1606 hagué de fornir les tropes del soldà, però no sense protestes. Tanmateix, el territori crimeu escapà a les incursions, i l'administració fou normalitzada. Les rutes i les factories comercials eren segures, i el dret islàmic civil s'hi aplicava en justícia, matrimonis i successions, barrejat amb l'adat. El comerç de cavalls i els interessos de canvi de la moneda estrangera eren controlats oficialment. El Divan actuava com a tribunal suprem, i el país fou dividit en 48 circumscripcions judicials a les planures i en 19 a les muntanyes, on, llevat en els casos de pena capital, les sentències podien ser pronunciades sense apel·lació "en la mesura en què elles eren conformes a la llei". Però malgrat això, la corrupció hi tenia un paper destacat.
Els tàtars gaudien de llibertat individual, i eren considerats un poble amistós i hospitalari. Les dones tenien dret a posseir béns personals, i arribaren a prendre part en la vida pública, a les negociacions diplomàtiques i les expedicions militars, a la poesia i a la literatura. Entre els fills de la família reial, en complir 15 anys, eren confiats als txerkessos perquè els ensenyessin equitació i ús de les armes. Això pretenia ser un contrapès a la cultura urbana dels otomans, ja que els fills enviats a estudiar a Istanbul esdevenien ostatges. El turc osmanlí va substituir el tàtar de Crimea com a llengua escrita, s'imposà la música turca i el tancament de les dones als harems.
El reforçament dels lligams amb Turquia accentuà la dependència vers els soldans, que intrigaven per deposar els kans o reposar-los al tron. L'estabilitat del govern regional era compromesa per la puixança d'Istanbul i la creixent independència dels begs, que posseïen grans poders a llurs feus i es barallaven entre ells. Les famílies nobles, com els Shirin, Kuluk, Barin, Mansur i Sulesh, eren exemptes d'impostos. Els ingressos de l'Estat provenien dels drets de duanes, dipòsits i pagaments dels governadors, impostos indirectes (com el de la sal) i d'una subvenció anyal del soldà. Els impostos oficials directes eren l'ushr i el zakat.
İslâm III Giray (1644-1654) s'alià amb Polònia per fer una expedició contra Moscou que acabaria amb la victòria d'Ochmatov (1655), de manera que s'enfrontà als russos amb tots els aliats (suecs, cosacs, Brandenburg i Transsilvània) el 1656, tot obtenint molt botí i presoners, ajudant als polonesos. Adil Giray (1666-1671), acabà l'aliança amb la Pau d'Andruvsovo entre Polònia i Rússia (1666), i canvià quan l'hetman ucraïnès del marge dret Petro Doroshenko (1665-1676), se sotmeté a Turquia per rebel·lar-se contra Rússia. El kan va col·laborar amb els cosacs i es barallà amb polonesos i lituans.
Murad Giray (1678-1683) intentà deslliurar-se de la subordinació a Turquia i intentà substituir la xara pel töre o yasa (dret mongol), cosa que l'enemistà amb els ulemes. Es mantingué al marge de la marxa otomana sobre Viena, i el seu exèrcit no participà en la batalla de Kahlenborg, raó per la qual fou desterrat a Bulgària. Saadet III Giray (1694) i Safa Giray (1691-1692) el succeïren enmig de moltes revoltes i crisis socials i internes, ja que les relacions amb Polònia restaren tenses després de la Pau de Carlowitz del 1699. Això ho aprofitaren els russos, comandats pel príncep Vasili Golitsyn, per atacar Crimea el 1686-1687. I la conquesta d'Azov per Pere I el Gran el 1699 els deixà definitivament sota l'òrbita russa.

## La influència russa
Devlet II Giray (1699-1702 i 1708-1713) barrejà el país en les guerres entre els russos, suecs i polonesos. El 1708 recuperaria el tron, però fou vençut a Poltava juntament amb el cosac ucraïnès Ivan Mazepa el 1709, encara que li permeté recuperar temporalment Azov.
El país va caure en l'anarquia total. Qaplan I Giray recuperà el tron el 1713-1716, però fou destituït per Devlet III Giray (1716-1717), i Saadet III Giray (1717-1724), qui finalment es va imposar. El seu germà Meñli III Giray (1724-1730) va netejar tota Crimea de les bandes de nogais que assolaven el regne, però fou deposat per Qaplan I Giray (1730-1736) novament i Fetih II Giray (1736-1737), fill de Devlet II. Els russos tornarien a atacar el país el 1737 i el 1738, destruint bona part de Bakhchisaray.
Durant aquest període, la puixança a Crimea va disminuir pels forts tributs en vides humanes, derrotes desmoralitzants, la creixent ingerència turca en els afers interns del país, conflictes entre els prínceps de la família Giray, i la revolta perllongada dels nogais fins al 1758. Una temptativa d'aliança amb l'Imperi Otomà i Polònia no va reeixir, i una oferta feta pel kan el 1761 a Frederic el Gran en el moment més difícil de la Guerra dels Set Anys no en modificà el resultat.

## Fi
Malgrat aquestes devastacions, es produiria una nova expansió cultural i artística, reflectida en la construcció del palau de Bakhchisaray (1740-1743), amb biblioteca, nova sala de recepció (divan), noves instal·lacions hidràuliques, aqüeductes i canals restaurats. Meñli II Giray recuperaria el tron el 1737-1740 i derrotaria els russos que invadiren Crimea. A la seva mort fou succeït pel seu germà Selâmet II Giray (1740-1743) i per Selim II Giray (1743-1748), Arslan Giray (1748-1756), Halim Giray (1756-1758) i Qırım Giray (1758-1764), tots ells efímers.
El país ja no tenia futur. Els darrers reis van governar molt poc. Selim III Giray (1764-1767 i 1770-1771), Arslan Giray (1767), Maqsud Giray (1767-1768 i 1771-1772), Qırım Ghiray (1768-1769), Devlet IV Giray (1769-1770 i 1775-1777), Qaplan II Giray (1770) i Sahib II Giray (1772-1775). El 1771 el tsar tornaria a atacar Crimea, i Selim III intentà resistir en va, ja que el soldà Mustafà III estava lluitant contra Caterina II la Gran i no el va poder ajudar, de manera que els russos conqueriren Caffa i el kan hagué de fugir a Moscou.
La noblesa decidí aleshores nomenar un kan que mantingués bones relacions amb els russos i acceptar-ne l'ocupació de les fortaleses de Kerç, Kaffa i Yenikale. El 1775 Devlet IV Giray es va sublevar per a recuperar el tron i esdevé definitivament independent dels otomans mercè el Tractat de Küçük Kaynarca del 1774, pel qual Turquia també renuncia als seus drets sobre les fortaleses sobre la regió del Kuban i la península de Taman, però no provocaren més que friccions.
Şahin Giray (1777-1782) pujà al tron amb suport dels russos i dels nogais. Assajà de reformar l'estat seguint l'exemple rus; instal·là la capital a Kaffa, vora el mar, com els russos havien fet amb Sant Petersburg, convidà instructors estrangers per a entrenar el seu exèrcit de 6.000 homes, limità les vaqıfs i indemnitzà els ulama amb pensions, i, sota control estranger, adoptà una nova moneda de plata. També creà un Consell de 12 ministres i reorganitzà les finances amb l'adopció de registres financers.
Però aquestes reformes provocaren en el país un endeutament considerable, i com a conseqüència un descontentament que aprofitarien els russos. Intentarà mantenir la independència, i pel tractat d'Aynali Kavak del 1779 els russos reconegueren al soldà "en la seva qualitat de califa" com a cap de tots els musulmans, encara que això no afectava la independència de Crimea. El 1781 es revoltaren els nogais altre cop, i dos germans seus que s'amagaren a la cort russa protegits per Gregorij Aleksandrovitx Potemkin, governador de la zona ucraïnesa recentment incorporada, conspiraren contra ell. Serà deposat pel seu germà Bahadır Giray (1782-1783). Poc després tornaria a recuperar el tron amb ajut rus, i Caterina II de Rússia aconseguí sota falses promeses la seva abdicació i que abandonés el país als russos, però el 1784 el país tornaria a ser un sandjak de Turquia.

## Incorporació a Rússia
El 19 d'abril del 1783 el kanat serà incorporat a l'Imperi Rus per Caterina II, qui el 1801 la inclourà dins el gubernia de Tauride, i la dividí en vuit províncies: Ialta, Sevastopol, Simferòpol, Eupatòria i Kaffa, dins la península. Els russos hi construïren la fortalesa de Sevastopol i els turcs reconeixeran l'annexió per la Pau de Iasi del 1792.
Pel tractat d'annexió del 1784, els russos garantiren la igualtat de drets i la seguretat personal dels aleshores 400.000 tàtars censats, així com el dret a la propietat i la llibertat religiosa. Però el 1788 uns 8.000 tàtars, principalment nobles, abandonaren el país i marxaren cap a Turquia. I com que foren empesos i confinats a les terres més pobres de l'interior, uns 100.000 més abandonaren el país el 1792.